# Annika Nordgren
Annika Inez Kristina Nordgren född 25 december 1961 är en före detta landslagsmålvakt i handboll.			

## Klubblagskarriär
Annika Nordgren spelade för Skövde HF och omnämns första gången i Göteborgsposten 5 november 1976. Hon var då ännu inte femton år gammal. Nordgren gjorde en bra match när pressens landslag mötte landslaget den 22 oktober 1983. Nordgren spelade kvar för Skövde HF säsongen 1983-1984 ut och hon debuterade i landslaget detta år. Hon flyttade efter denna säsong till Stockholmspolisens IF. Med denna klubb vann hon svenska mästerskapet 1985. Hon spelade i Stockholmspolisen resten av sin landslagskarriär. 1988 drabbas hon av en långtidsskada men ska fortsätta spela för Stockholmspolisen hösten 1988 men blir skadad på nytt. Hon återvände sedan till Skövde HF. Säsongen 1991/1992 blev hon utnämnd till årets spelare i Skövde HF. Det är något oklart vilket år hon återvände till Skövde HF men troligen inte förrän hösten 1991. Efter 1992 avslutar hon sin handbollskarriär.

## Landslagskarriär
Annika Nordgren spelade inga ungdomslandskamper för Sverige utan hon debuterade direkt i seniorlandslaget den 28 januari 1984 mot Norge i Arendal. Sverige förlorade med uddamålet 18-19. Hon spelade sedan under fyra år i landslaget till 19 april 1987 då hon spelade en oavgjord match mot Västtyskland. Hon spelade 42 matcher i landslaget och är inte noterad för något mål. Sverige kvalificerade sig under dessa år inte för något mästerskap.